# NextEra Energy
NextEra Energy, Inc. (NYSE: NEE) er et amerikansk elselskab, der er baseret i Juno Beach, Florida. De har en elproduktionskapacitet på 58 GW, hvor af 24 GW er baseret på fossile brændsler. Deres datterselskaber inkluderer Florida Power & Light (FPL), NextEra Energy Resources (NEER), NextEra Energy Partners, Gulf Power Company og NextEra Energy Services.
Florida Power & Light leverer elektricitet til 5 mio. kunder eller hvad der svarer til halvdelen af Florida.